# Монте Компатри
Мо̀нте Ко̀мпатри (на италиански: Monte Compatri, може да се намира и обединената, но грешна форма Montecompatri, Монтекомпатри) е град и община в Централна Италия, провинция Рим, регион Лацио. Разположен е на 576 m надморска височина. Населението на общината е 10 716 души (към 2010 г.).